# Microterys nietneri
Microterys nietneri är en stekelart som först beskrevs av Victor Ivanovitsch Motschulsky 1859.  Microterys nietneri ingår i släktet Microterys och familjen sköldlussteklar. Inga underarter finns listade i Catalogue of Life.